# Amaranthus purpureus
Amaranthus purpureus är en amarantväxtart som beskrevs av Julius Aloysius Arthur Nieuwland. Amaranthus purpureus ingår i släktet amaranter, och familjen amarantväxter. Inga underarter finns listade i Catalogue of Life.